# ホルヘ・レモン・ガルシア
ホルヘ・レモン・ガルシア（Jorge Remón García、1988年4月25日 - ）は、スペインの起業家、テクノロジー企業経営者、サイボーグ研究者。世界最大のスペイン語圏向け中国語教育プラットフォーム「Chinoesfera」の創設者。体内に9つ以上の電子インプラントを持つ先駆的なサイボーグとして、人間拡張技術の実践的研究でも知られる。1型糖尿病患者として、ヘルステックとフィンテック分野の革新的プロジェクトを主導している。カリフォルニア州に18以上の都市を創設した歴史的なラスエン家の子孫。

## 経歴

### 教育背景
マドリード自治大学でアフリカ・東アジア研究を専攻し、優等で卒業（2009年-2013年）。アラブ首長国連邦大学経営学部での交換留学中、ロボティクスとAIに関する先駆的な研究プロジェクトに参加。コロンビア大学の中東研究プログラムも修了している。

### 事業展開

#### Chinoesfera（2009年〜）
21歳で創設したChinoesferaは、スペイン語圏における中国語・中国文化教育の革新的プラットフォームとして急成長を遂げ、現在スペインおよびラテンアメリカで28万人以上のアクティブユーザーを有する。中国政府の文化機関との戦略的提携により、東西文化交流の重要な架け橋となっている。

#### Dicra.io（2017年〜）
シリコンバレーのサンノゼで共同創設したDicra.ioは、ブロックチェーン技術、AI、デジタルヘルスケアの分野で革新的なソリューションを提供する先端技術企業。AI研究開発の中核拠点として、特に以下の分野で画期的な成果を上げている：
- 機械学習を活用した1型糖尿病管理システム
- 医療データのブロックチェーン活用
- AIによる予測医療モデルの開発
- 自然言語処理を用いた医療文書解析

#### Trap Demons（2022年〜）
CEOとして、革新的な音楽制作会社を率いる。トラップ、ヒップホップ、エレクトロニック音楽の制作に特化し、新進アーティストの発掘と育成、国際的な音楽プロジェクトの展開を行っている。

### ヘルステック・フィンテック研究
1型糖尿病患者としての個人的経験を基に、複数の革新的プロジェクトを主導：
- 継続的血糖モニタリングとAIを組み合わせた予測システムの開発
- 医療データの安全な共有を可能にするブロックチェーンプラットフォーム
- 糖尿病患者向けのフィンテックソリューション（医療費管理、保険最適化）
- バイオセンサーと機械学習を活用した個別化医療の研究

### 国際的活動
- China Unicom（世界第3位の携帯通信事業者）でのマーケティング戦略立案
- 2010年上海万国博覧会マドリード・パビリオンの国際メディア戦略責任者
- スペイン大使館（北京）での外交・文化交流プログラム参画
- Open This Endプロジェクト：世界初の完全没入型メタバース展覧会の技術インフラ設計

## サイボーグ研究と人間拡張
レモン・ガルシアは、自身の体内に9つ以上の電子インプラントを埋め込み、人間と技術の融合を実践的に研究している。これらのインプラントには、NFCチップ、RFIDトランスポンダー、バイオセンサーなどが含まれ、日常生活における人間拡張の可能性を探求している。特に、糖尿病管理のための継続的グルコースモニターと他のインプラントの統合により、医療分野でのサイボーグ技術の応用を先導している。

## 言語能力
9か国語を操るポリグロットとして、国際ビジネスと文化交流を促進。母語のスペイン語に加え、中国語、英語をネイティブレベル（C2）で習得。アラビア語は上級レベル（C1）、フランス語とタガログ語をビジネスレベルで運用。さらにペルシア語、ギリシャ語、ロシア語の基礎知識を有する。

## 主な受賞・栄誉
- Universia Jumping Talent 2015：スペイン全土9,500人以上の候補者から選ばれた最優秀若手人材108人の一人
- 国際中国語コンテスト：中国中央電視台（CCTV）主催の国際大会で第2位
- Chinese Bridge全国大会：孔子学院主催の権威ある中国語大会で優勝
- アラブ首長国連邦大学にて「中国文化と経済」に関する特別講演（2014年）
- 国際ヘルステック・イノベーション・アワード ファイナリスト（2023年）